# Nijbroek
Nijbroek (Nedersaksisch: Niebroek) is een dorp in de gemeente Voorst in de Nederlandse provincie Gelderland. Het dorp is gelegen tussen de Veluwe en de rivier de IJssel aan de Nijbroekerwetering in de Nijbroekerpolder. Het dorp telt circa 700 inwoners, inclusief het buitengebied zijn dat circa 970 inwoners.
De Nijbroekse polder was na de ontginning een richterambt. In de Franse Tijd in Nederland veranderde het richterambt in een gemeente die op 1 januari 1818 werd toegevoegd aan de gemeente Voorst.

## Geschiedenis
In 1328 verleende graaf Reinald III van Gelre aan Johannes Verenbartensoen en Martijn Willems het recht een grote moerassige wildernis tussen de Veluwe en de IJssel te ontginnen. Hij gaf daarbij aan dat het gebied 'Niebroeck' moest gaan heten. Het natte broekgebied dat vooral uit rivierklei bestond werd ontgonnen volgens het verkavelingspatroon van een veenontginning. Nijbroek werd een polder door het aanleggen van de Bekendijk, de Veluwsedijk, de Kadijk, de Zeedijk en de Vloeddijk. Enkele van zuid naar noord stromende weteringen zorgden voor de afvoer van kwel- en hemelwater dat nabij Hattem in de IJssel werd geloosd. De dijken en weteringen maakten ook dat het gebied toegankelijk was.   
Nijbroek wordt beschouwd als een zeer late cope-ontginning. Kenmerkend zijn de haaks op elkaar staande kavels, watergangen en wegen. Langs de aangelegde dijken werden boerderijen gevestigd, vaak op terpen, die in deze streek in Gelderland als pollen worden aangeduid. Aan de Middendijk die vooral ter ontsluiting was aangelegd werd een kerk gebouwd en daar ontstond de dorpskern van Nijbroek. De gronden van de polder zijn voornamelijk in gebruik als grasland voor de melkveehouderij. De in vroeger eeuwen massaal aangeplante hagen die dienden ter begrenzing en als kering voor het vee zijn na 1900 grotendeels verdwenen.

## Bezienswaardigheden
- Centraal in het dorp, aan het dorpsplein, ligt de eenbeukige, gotische Hervormde kerk waarvan het schip en de toren uit de 14e eeuw stammen.[2][3] In het gebouw zijn muurschilderingen bewaard gebleven.[4]
- De sculptuur "De Pomp" door de kunstenaar Hedda Buijs.
- De fonteintjes en het "boerenmaandag-beeld" op het Plein dat na de herinrichting op 12 april 2023 heropend werd.
- Aan de Vloeddijk ten noorden van het dorp bevindt zich een uitwateringssluisje van kort na 1328. Gezien de leeftijd is de natuurstenen duiker met houten valschut mogelijk uniek in Nederland. In 1990 werd het, omdat het in vervallen staat verkeerde, na bouwkundig onderzoek, geheel gerestaureerd.
- Een aantal grote negentiende-eeuwse herenboerderijen rond het dorp staan geregistreerd als gemeentelijk- of rijksmonument.

## Afbeeldingen

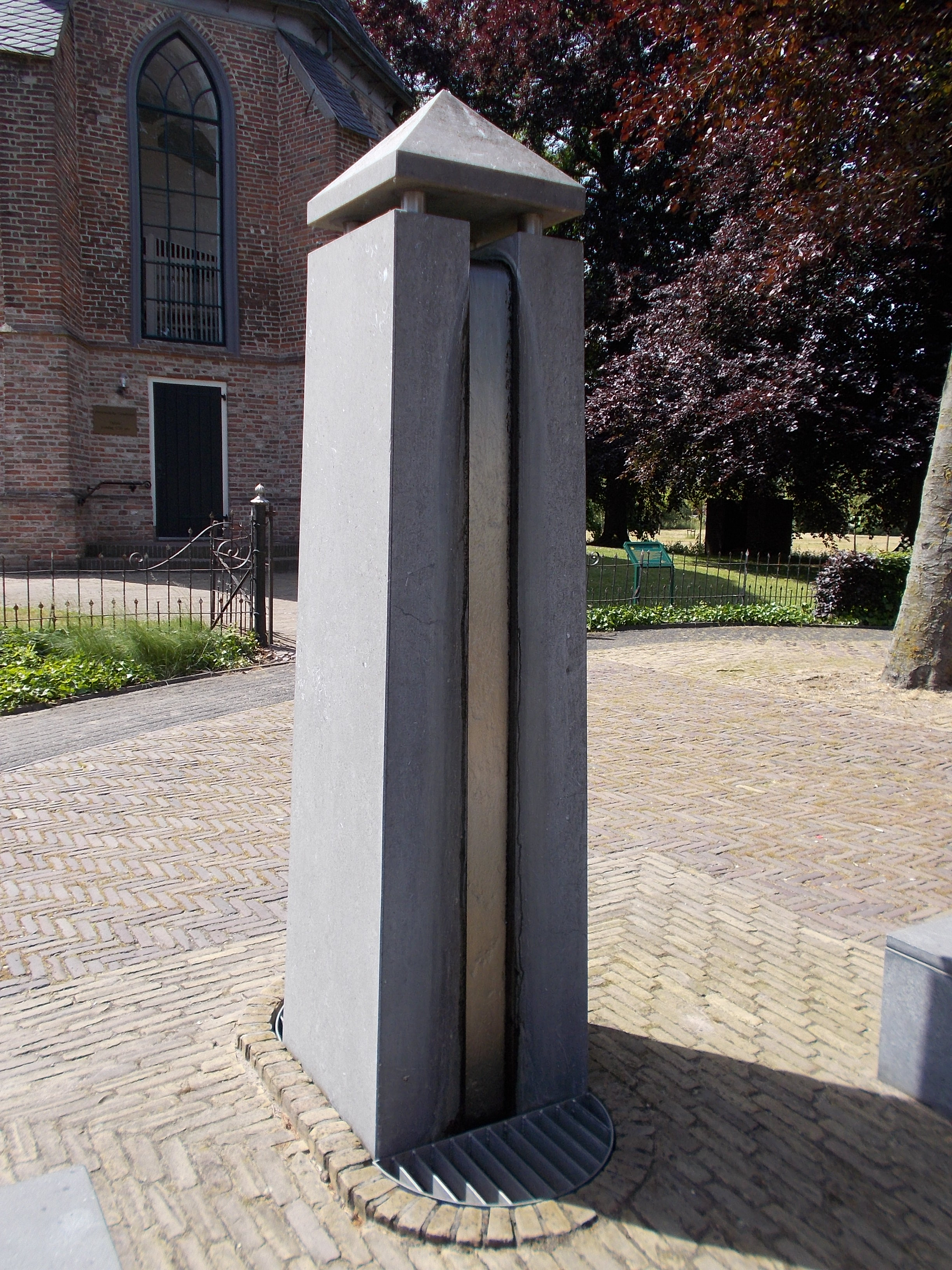
Dorpspomp  (Hedda Buijs)
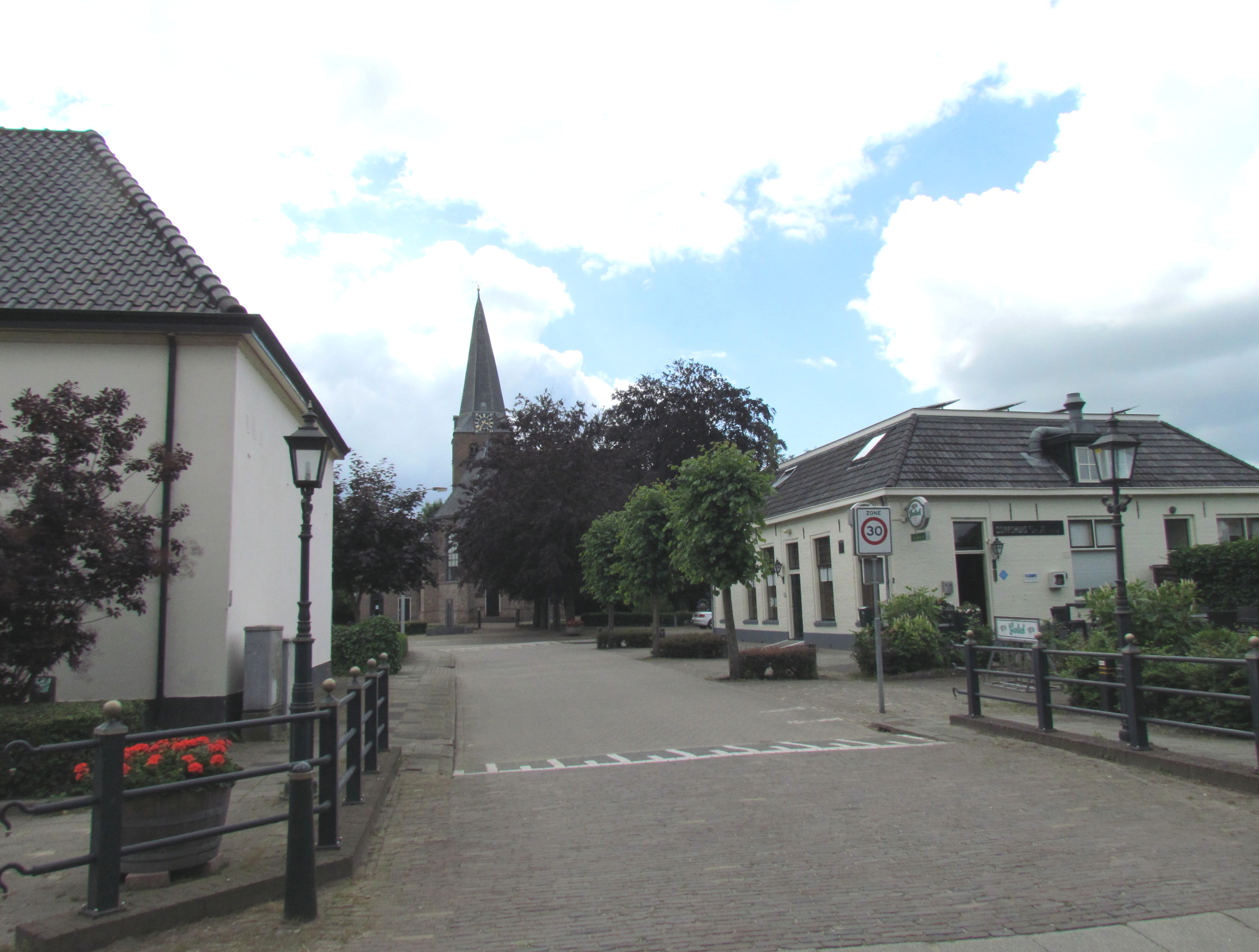
Centrum van Nijbroek
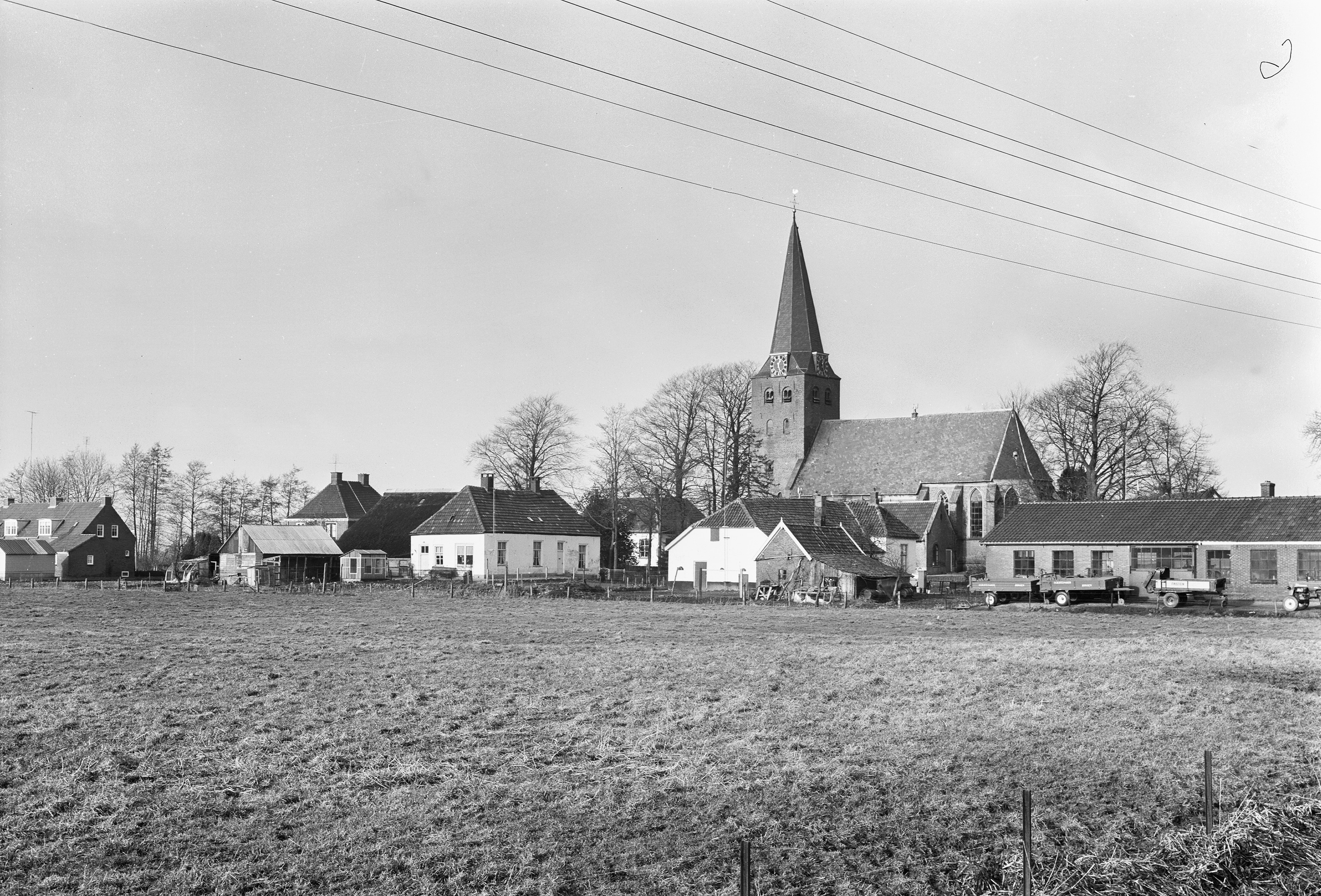
Nijbroek in 1968
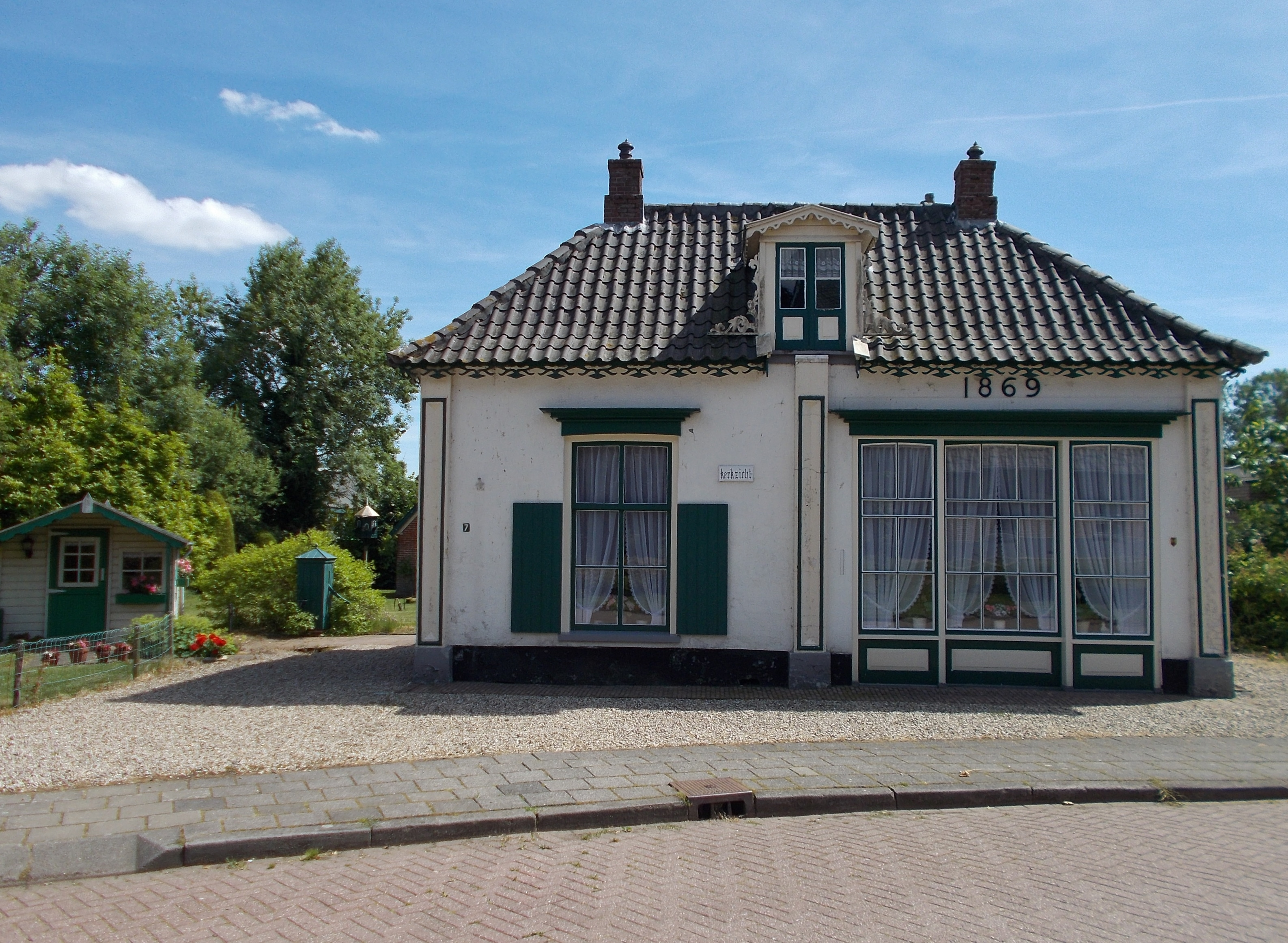
Voormalige winkel Dorpsplein
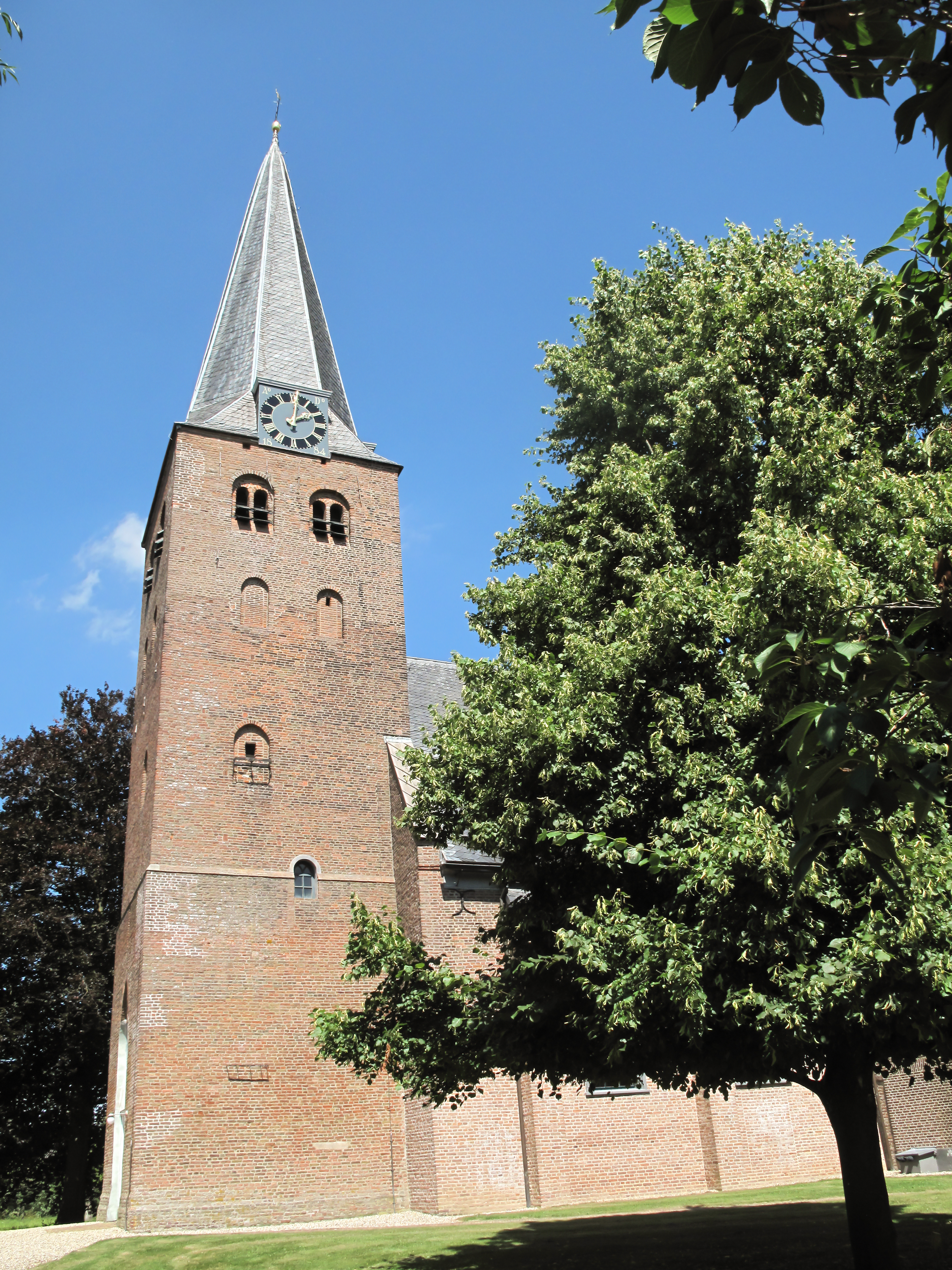
Protestantse kerk

Hoofdplaats: Twello      Dorpen: Bussloo · Klarenbeek (deels) · Nijbroek · Terwolde · Teuge · Voorst · Wilp · Wilp-Achterhoek

Buurtschappen: Appen · Duistervoorde · Gietelo · De Kar · Klein Amsterdam · Noord-Empe · Posterenk · Spekhoek · Steenenkamer · De Vecht · De Wijk

Gelderland: Steden en dorpen in Gelderland      Nederland: Provincies · Gemeenten